# 兼重元鎮
兼重 元鎮（かねしげ もとしげ）は、戦国時代の武将。毛利氏の家臣。父は毛利豊元で、毛利元就の叔父にあたる。

## 生涯
文明年間に毛利氏当主・毛利豊元の三男として、安芸国吉田庄兼重の地で誕生。母は因幡国の藤掛蔵人の娘で、妾腹であったことから、幼少時に大通院に預けられて出家し浄閑と名乗ったが、成長した元鎮は出家を嫌って還俗し、吉川氏配下の国人である笠間刑部少輔の養子となって笠間五郎兵衛元鎮と名乗った。元就の代になると元鎮は吉田郡山に招かれ、故郷である安芸国吉田庄兼重の地を与えられたことから、兼重元鎮と名乗る。元就とは親しく、元就は常日頃から元鎮を呼び寄せては「兼重殿兼重殿」と呼んでいたという。
天文9年（1540年）、吉田郡山城の戦いにおいて深手を負い、翌天文10年（1541年）10月15日に死去した。跡を嫡男の元宣が継いだ。